# Colne Water
Das Colne Water ist ein Wasserlauf in Lancashire, England. Es entsteht aus dem Zusammenfluss von River Laneshaw und Wycoller Beck am Westrand von Laneshaw Bridge. Es fließt in westlicher Richtung durch die Stadt Colne und mündet am Westrand von Barrowford von links in das Pendle Water, nachdem es zuvor noch den Leeds and Liverpool Canal sowie den Motorway M65 nördlich der Anschlussstelle 13  unterquert hat.